# ديفيد غيلمور
ديفيد غيلمور (بالإنجليزية: David Jon Gilmour)‏ عازف جيتار ومُغنٍ و كاتب ومنتج أغان إنجليزي، من مواليد (6 مارس 1946)، إنكلترا، مقاطعة كامبردج. عضو في فريق بينك فلويد (Pink Floyd) البريطاني والمغني الرئيسي فيه.

## حياته
ولد لأب بروفسور في الهندسة الجينية. لم يكن من ضمن مؤسسي فرقة بينك فلويد ولكنه انضم للفريق بعد تعثر مسيرة صديق طفولته في الفريق سيد باريت بسبب المخدرات.

## روابط خارجية
- ديفيد غيلمور على موقع IMDb (الإنجليزية)
- ديفيد غيلمور على موقع الموسوعة البريطانية (الإنجليزية)
- ديفيد غيلمور على موقع روتن توميتوز (الإنجليزية)
- ديفيد غيلمور على موقع ميوزك برينز (الإنجليزية)
- ديفيد غيلمور على موقع رولينغ ستون (الإنجليزية)
- ديفيد غيلمور على موقع قاعدة بيانات برودواي على الإنترنت (الإنجليزية)
- ديفيد غيلمور على موقع إن إن دي بي (الإنجليزية)
- ديفيد غيلمور على موقع أول ميوزيك (الإنجليزية)
- ديفيد غيلمور على موقع ديسكوغز (الإنجليزية)
- ديفيد غيلمور على موقع قاعدة بيانات الفيلم (الإنجليزية)